# Schloss Westerhofen

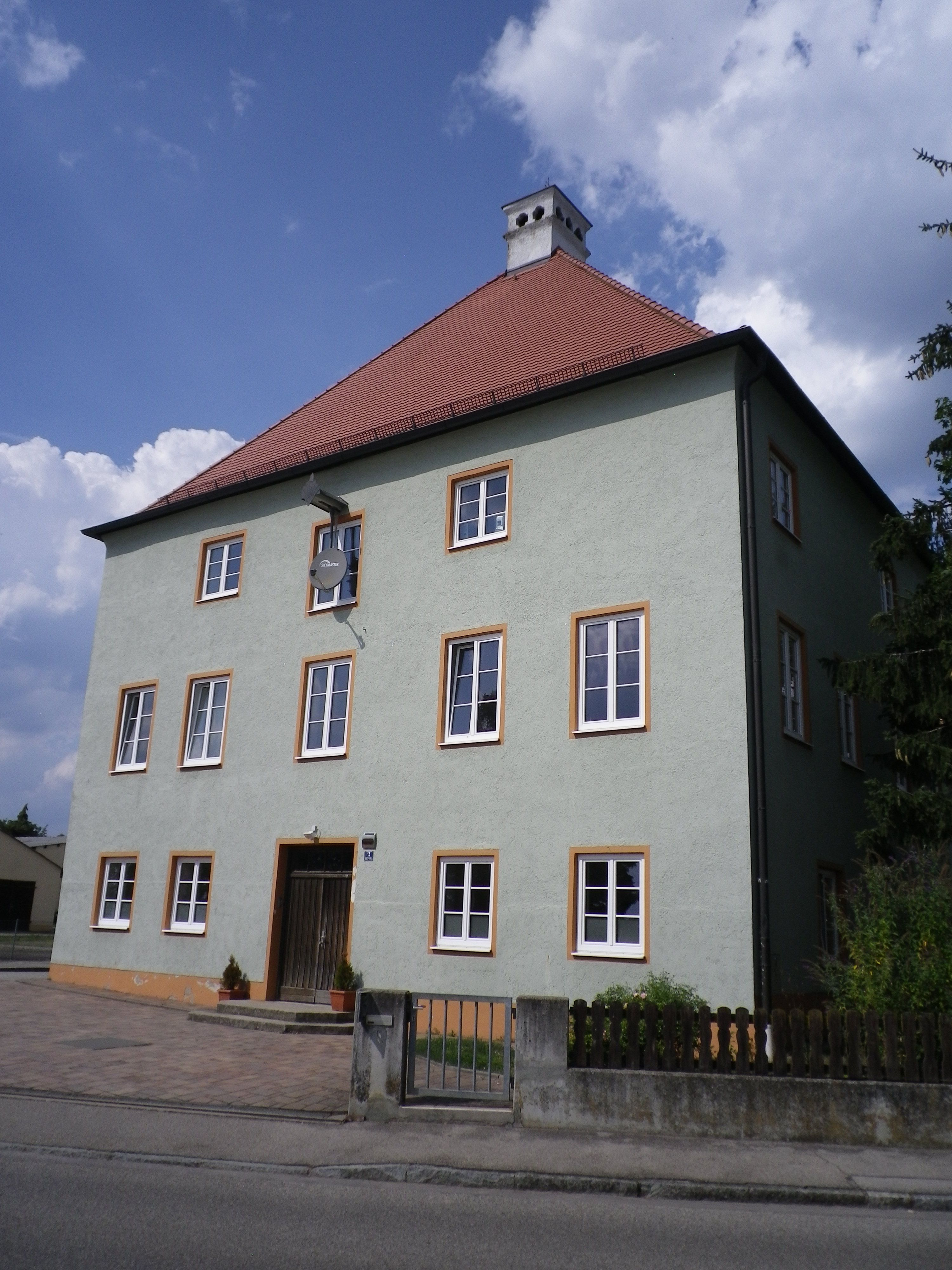
Schloss Westerhofen (2018)

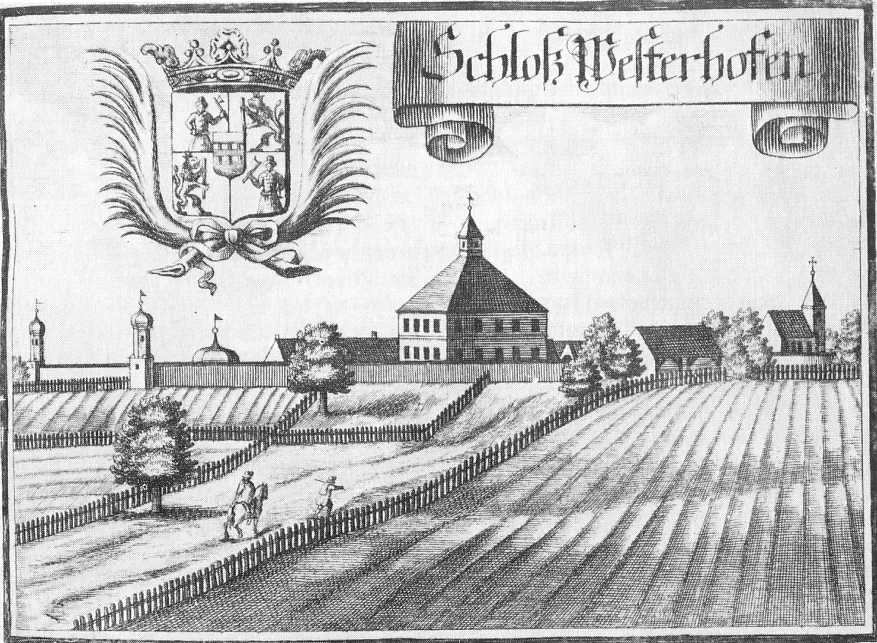
Schloss Westerhofen nach einem Stich von Michael Wening (um 1726)

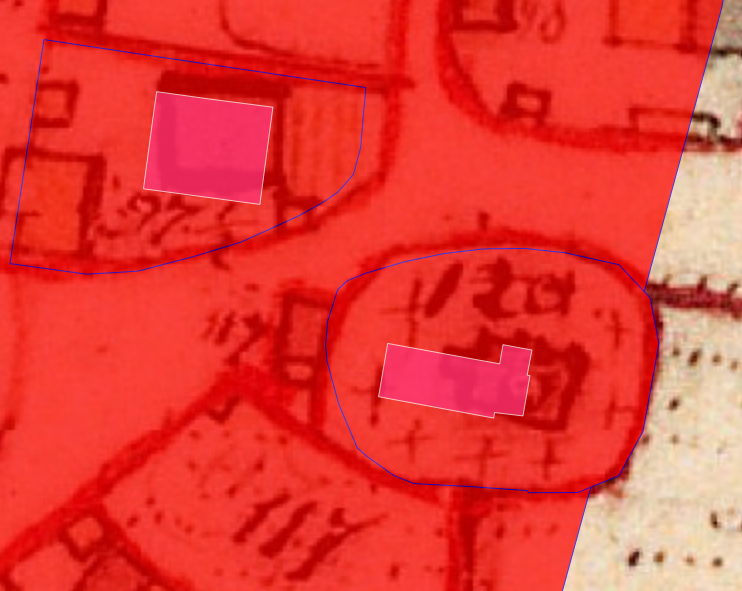
Lageplan von Schloss Westerhofen auf dem Urkataster von Bayern

Das Schloss Westerhofen ist ein ehemaliges Hofmarkschloss im gleichnamigen Westerhofen, einem Ortsteil der Gemeinde Stammham im oberbayerischen Landkreis Eichstätt. Die Anlage ist unter der Aktennummer D-1-76-161-5 als denkmalgeschütztes Baudenkmal von Westerhofen verzeichnet. Ebenso wird sie als Bodendenkmal unter der Aktennummer D-1-7134-0424 im Bayernatlas als „untertägige frühneuzeitliche Befunde im Bereich des ehem. Hofmarkschlosses von Westerhofen“ geführt. Das Schloss liegt etwa 30 m nordwestlich der Filialkirche St. Martin von Westerhofen (Römerstraße 2).

## Geschichte
Im 16. Jahrhundert erbaute Ritter Bartholomäus Marendl († 1571) und dessen Ehefrau Susanne, geb. Stinglhamer zu Thürnthenning († 1576), das Schloss. Zwischen 1585 und 1598 kam der Besitz an den Pfleger von Stammham-Etting, Paul Garzweiler, der 1604 auch die niedere Gerichtsbarkeit erhielt; die Familie Garzweiler war bis 1692 im Besitz der Hofmark. Im Dreißigjährigen Krieg wurde das Schloss zerstört und die Familie Garzweiler baute das Schloss ab 1670 wieder auf. 1692 wurde die Hofmark an den Kastner zu Ingolstadt und Hofmarksherrn von Schönbrunn, Johann Jakob Prugg († 1703), verkauft. Durch Heirat der Anna Maria von Prugg kam die Hofmark in den Besitz der 1761 geadelten Schmid zu Kleinaigen und Schachten. Letzter Schlossherr war ab 1808 Franz von Schmid. 1823 wurde die Hofmark aufgelöst, das Schloss kam in Staatsbesitz und dann in private Hände und wurde zu einem Gutshof umgebaut.  
Von 1997 bis etwa Mitte 2005 wurde das Anwesen von Mitgliedern der Bands Slut und Pelzig angemietet, die darin wohnten und sich Proberäume und ein Aufnahmestudio einrichteten. Seit Anfang 2015 dient das Anwesen als Asylunterkunft für Geflüchtete.

## Beschreibung
Das Schloss ist ein dreigeschossiger kubusförmiger Massivbau mit einem Zeltdach und einem hohen Kamin, auf der Frontseite befindet sich eine Aufzugsluke.